# 中山北路 (台北市)

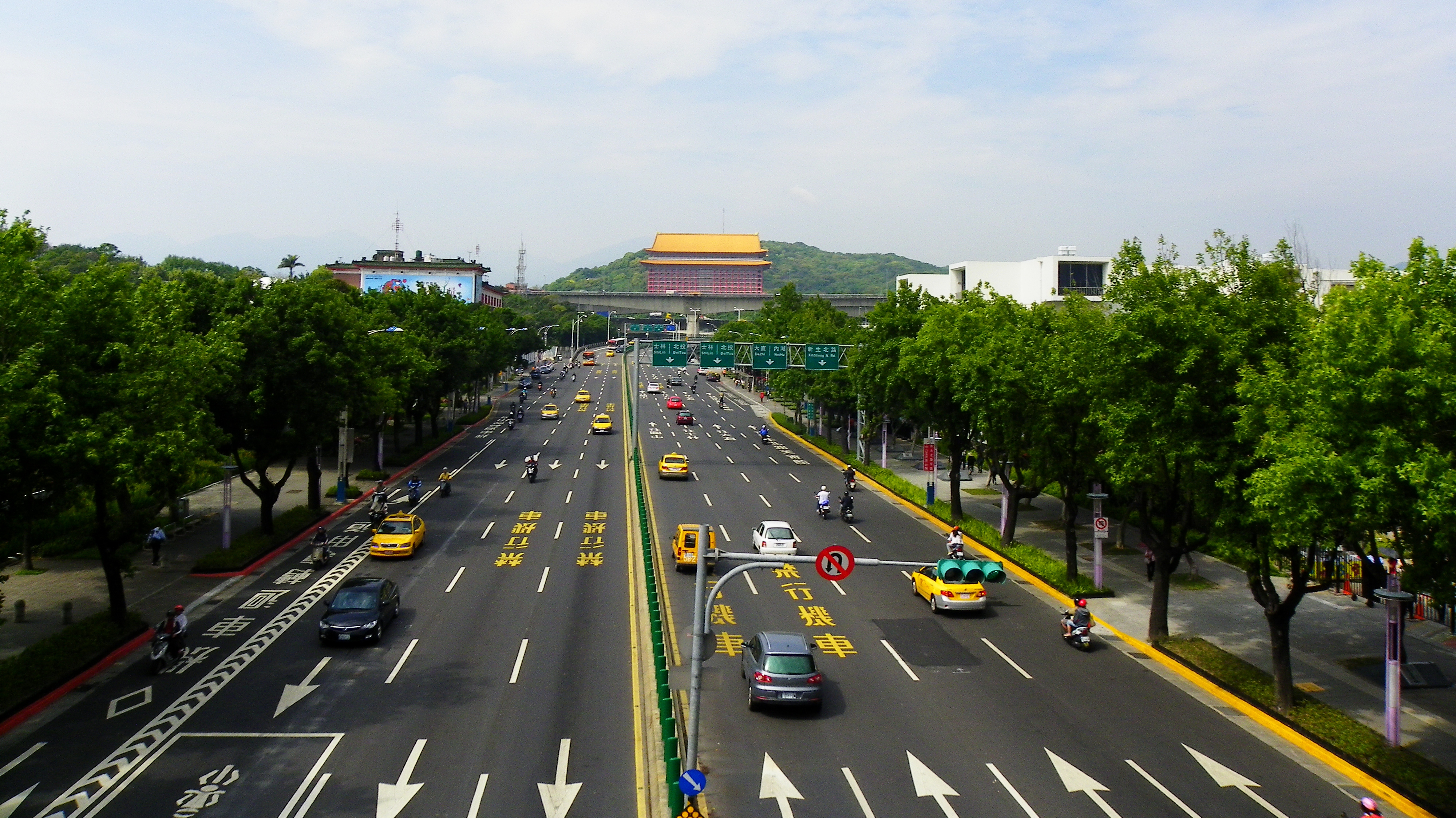
中山北路三段より北方を望む。正面の高架の奥に見える建物は円山大飯店。

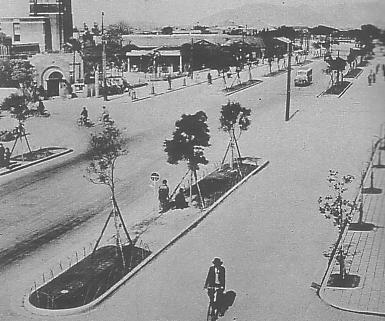
昔の姿（勅使街道）。

中山北路（ちゅうざんほくろ）は台北市を南北に走る幹線道路。台湾省道台1甲線を構成している。忠孝路との交点、すなわち台北駅から南東にあたる行政院前の角を始点とし、北の士林方面へ向かう。逆に交点から南へ向かう街路は中山南路という。この南北併せた中山路と交わる台北市内の街路はすべてここを基準に東西路に分かれる。例えば忠孝路は中山路の東側へ伸びるものを忠孝東路、西側は忠孝西路といい、それぞれ中山路から離れるごとに忠孝東路一段、二段、三段……と段数が増えていく。なお、中山は孫文の号に由来する。
起源は乾隆帝の時代といい、士林、北投へ続く小さな街道であった。日本による台湾統治の時代の1901年、台北北部に台湾神社（現在は円山大飯店が建っている場所にあった）が建設されると、一部が参拝道路として整備され勅使街道と名づけられた。勅使街道は幅14メートル長さ3,190メートルで、現在の行政院前から台湾神社前の明治橋（この橋は1946年に中山橋と改名された）までの範囲をさした。この幅であるが、実際は電柱や街路樹が場所をとっていたため、道路として使える幅は10メートルほどに過ぎず、手狭になっていったので紀元2600年記念事業の折に台湾神社とあわせて拡張することになった。このとき電線を地下に埋設したので電柱は設置されなかった。工事は1936 - 1940年度に実施され、買収して確保した周囲の土地を利用し、高速車道を中央としてその両側に緩速車道、さらに外側に遊歩道を置き、それぞれを街路樹で仕切る五線道路とし、その全幅は40メートルという規模のものとなった。台湾総督府の目論見ではこの勅使街道を東京市の昭和通りや大阪市の御堂筋に並ぶ三大道路とすることを企図していた。
第二次世界大戦が終わると勅使街道は現行の名称である中山北路に改名された。1954年には橋は台湾初の立体交差型にされた。1965年には台北初の地下歩道が円山公園に中山北路を潜る形で設置された。1974年に橋を渡った士林区の街路を中山北路五段および六段として、 1982年に天母一路を七段として統合し現在に至る。
七段までくると緑が多いながらも、お値段高めなショッピングエリアかつ富裕層の居住地となっている。

## 段の範囲
- 一段：忠孝東、西路との交点を基点とし、北へ向かって南京東、西路と交わるまで。途中の市民大道以南は中正区、以北は中山区に属す。
- 二段：南京東、西路から民権東、西路あたりまで。中山区に属す。
- 三段：民権東、西路から中山橋まで。中山区に属す。
- 四段：基隆河にかかる中山橋を渡って士林区、中山区の境界線まで。車道は士林区で、橋を渡った先少しの東側歩道は中山区に属す（中山区は橋を渡って少し先の劍潭公園付近までが区域。地図参照[9]。）。
- 五段：士林区、中山区の境界線から福林橋北端の福國路入り口まで。士林区に属す。
- 六段：福國路から天母広場（天母東、西路と交わる場所）まで。士林区に属す。
- 七段：天母広場から天母水管歩道（海抜300メートルほどの小高い山から南へ水を引くため、日本による統治時代に開発された水管路[10]）前まで。